# Cryptocephalus ingamma
Cryptocephalus ingamma – gatunek z rzędu chrząszczy z rodziny stonkowatych (Chrysomelidae). Gatunek po raz pierwszy został naukowo opisany w 1908 roku przez Pica.